# Раулюк Даніел Іванович
Даніел Іванович Раулюк (нар. 25 серпня 2000, Припруття, Чернівецька область, Україна) — український футболіст, півзахисник.

## Клубна кар'єра
Вихованець футбольної школи «Буковина» (Чернівці), перший тренер - Юрій Шелепницький. У чемпіонаті України (ДЮФЛ) виступав за чернівецьку «Буковину» — 39 матчів, 6 голів. У липні 2017 року підписав контракт із головною командою. Дебютував за основний склад чернівецької команди 9 липня 2017 року в матчі кубка України проти СК «Дніпро-1», а 15 липня вперше зіграв у чемпіонаті проти ФК «Львова». 
З вересня того ж року паралельно виступав і за юнацький склад у всеукраїнській лізі юніорів. На початку лютого 2018 року взяв участь у першому розіграші всеукраїнського юнацького турніру «Зимовий кубок ДЮФЛУ (U-19) – 2018». А вже на початку травня того ж року разом із командою достроково здобув путівку у фінальну частину всеукраїнської ліги юніорів — переможці групи 1, де за підсумками став бронзовим призером та кращим півзахисником змагань.
20 серпня 2019 року Даніел провів 50-й офіційний матч у «футболці» чернівецької «Буковини», а 8-го вересня того ж року відзначився дебютним голом за основну команду. В зимове міжсезоння сезону 2020/21 покинув розташування клубу та відправився на перегляд в команду «Епіцентр» (Дунаївці) — в якій провів 2-х місячні збори, однак контракт із цим клубом так і не уклав. Після чого побував ще на оглядинах в тернопільській «Ниві», але і там не склалося.
З квітня 2021 року виступає за аматорську команду «Пробій» (Городенка).

## Статистика
Станом на 23 листопада 2020 року
| Сезон     | Команда               | Чемпіонат         | Чемпіонат | Чемпіонат | Кубок        | Кубок | Кубок |
| Сезон     | Команда               | Змаг.             | Матчі     | Голи      | Змаг.        | Матчі | Голи  |
| --------- | --------------------- | ----------------- | --------- | --------- | ------------ | ----- | ----- |
| 2017—2018 | «Буковина» (Чернівці) | Перша ліга (U-19) | 18        | 9         | Кубок (U-19) | 3     | 1     |
| 2017—2018 | «Буковина» (Чернівці) | Друга ліга        | 22        | 0         | КУ           | 1     | 0     |
| 2018—2019 | «Буковина» (Чернівці) | Друга ліга        | 21        | 0         | КУ           | 1     | 0     |
| 2018—2019 | «Буковина» (Чернівці) | Перша ліга (U-19) | 12        | 6         | —            | —     | —     |
| 2019—2020 | «Буковина» (Чернівці) | Друга ліга        | 18        | 3         | КУ           | 3     | 0     |
| 2020—2021 | «Буковина» (Чернівці) | Друга ліга        | 9         | 0         | КУ           | 1     | 0     |

## Досягнення
Командні
Чемпіонат України серед юніорських складів
- Бронзовий призер (1): 2017/18

Особисті
- Кращий півзахисник чемпіонату України серед юніорів (1): 2017/18
- Кращий професійний футболіст Буковини (1): 2019 (за версією вболівальників[10])